# Jaime Colomé
Jaime Colomé Valencia, né le 30 juin 1979 à La Havane, est un footballeur international cubain, qui évolue au poste de milieu de terrain.

## Biographie

### Sélection
Jaime Colomé est convoqué pour la première fois par le sélectionneur national Miguel Company pour un match des éliminatoires de la Gold Cup 2003 face aux îles Caïmans, le 27 novembre 2002 (victoire 5-0). Le 18 mars 2004, il marque son premier but en équipe de Cuba lors d'un match amical face au Panama (victoire 3-0).
International de 2002 à 2013, il compte en tout 82 sélections et 12 buts avec l'équipe de Cuba. Durant ses années comme international, il dispute cinq Gold Cup en 2003, 2005, 2007, 2011 et 2013 et participe également à cinq Coupes caribéennes en 2005 (finaliste), 2007, 2008, 2010 et 2012 (vainqueur).

## Palmarès

### En club
- FC Ciudad de La Habana :
  - Champion de Cuba en 2000-01.

- Parham FC :
  - Champion d'Antigua-et-Barbuda en 2017.

### En sélection nationale
- Vainqueur de la Coupe caribéenne en 2012.
- Finaliste de la Coupe caribéenne en 2005.

## Statistiques

### Buts en sélection
Le tableau suivant liste tous les buts inscrits par Jaime Colomé avec l'équipe de Cuba.